# Neil Bartlett
Ne pas confondre avec le dramaturge et écrivain Neil Bartlett
Neil Bartlett (15 septembre 1932, Newcastle-upon-Tyne, Angleterre - 5 août 2008, Walnut Creek (Californie)) est un chimiste connu pour la découverte du premier composé d'un gaz noble.

## Biographie
Neil Bartlett étudie à King's College de l'Université de Durham en Angleterre, où il obtient son doctorat.
En 1958, il devient professeur à l'Université de la Colombie-Britannique (UBC) à Vancouver au Canada jusqu'en 1966. En 1962, toujours à l'UBC, il fait une découverte étonnante en préparant le premier composé d'un gaz noble, qu'il identifie comme l'hexafluoroplatinate de xénon, Xe+[PtF6]−. Cette découverte contredit toutes les idées de l'époque au sujet de la valence chimique ; on supposait alors que le xénon, comme tous les gaz nobles, est totalement inerte envers les réactions chimiques tel que prédit par la règle de l'octet de Lewis. À la suite de l'exemple de Bartlett, les chimistes découvrent aussi les fluorures XeF2, XeF4, XeF6 et d'autres composés de Xe.
En 1966, il se déplace aux États-Unis, d'abord à l'université de Princeton et ensuite en 1969 à l'Université de Californie à Berkeley où il travaille en collaboration avec le Lawrence Berkeley National Laboratory. Il se retire de Berkeley en 1993 et du laboratoire Lawrence en 1999.

## Récompenses
- 2002 : médaille Davy